# Cleora dacasini
Cleora dacasini är en fjärilsart som beskrevs av Claude Herbulot 1981. Cleora dacasini ingår i släktet Cleora och familjen mätare. Inga underarter finns listade i Catalogue of Life.